# Гнилий Тікич
Гнили́й Ті́кич — річка в Україні, в межах Ставищенського, Таращанського районів Київської області та Лисянського, Звенигородського, Катеринопільського і Тальнівського районів Черкаської області.

## Опис
Довжина річки 157 км, площа басейну 3150 км². Долина у верхів'ї заболочена, трапляються прируслові озера. Ширина долини до 5 км, глибина до 60 м. Річище звивисте, завширшки до 30 м. У середній течії береги подекуди високі, кам'янисті. Пересічна глибина річки 1—1,8 м. Похил річки 0,7 м/км.

## Розташування
Бере початок з джерел поблизу села Юрківка (Ставищенський район, Київська область). Тече в межах Придніпровської височини спершу на схід, далі повертає на південний схід і південь, у пригирловій частині — на південний захід. Зливається з Гірським Тікичем (на південний захід від села Піщана), даючи початок річці Тікич, що впадає в Синюху. Синюха є лівою притокою Південного Бугу, басейну Чорного моря.

## Основні притоки
Цицилія, Вовнянка, Шпингаліха, Боярка, Писарівка, Жаб'янка, Шполка, Каєтанівка (ліві); Красилівка, Свинотопка, Гончариха, Неморож, Попівка, Росоховатка (праві).

## Стан річки
На Гнилому Тікичі протягом менш ніж 20 км перебувають у занедбаному стані три гідроелектростанції — біля сіл Семенівська, Кам'янобрідська і Лисянська. 
Санітарний стан річки задовільний (за винятком деяких відтинків). Наприклад, 20 червня 2007 року в Звенигородці через аварію на каналізаційній насосній станції стався викид нечистот у річку Гнилий Тікич.

## Цікаві факти
- На території Лисянської селищної ради розташований гідрологічний заказник Гнилий Тікич, а на території Ставищенського району — гідрологічний заказник «Витоки Гнилого Тікичу».
- Річка описана у творі Василя Шкляра «Чорний ворон», де відбувається бійка.
- 1 грудня 2010 року на річці відкрито нову ГЕС — Кам'янобрідську.

## Фотографії
- Гнилий Тікич у Лисянці [Архівовано 26 вересня 2009 у Wayback Machine.]